# Halsnæs Bryghus
Halsnæs Bryghus er et dansk mikrobryggeri med udgangspunkt i Hundested i Nordsjælland. 
Bryghuset er oprettet i 2008 af 11 investorer, hvor formanden for disse er købmand Jens Henriksen fra SuperBest i Hundested. Formålet var at åbne en brewpub i Hundested Havn. Bryggeriet er et aktieselskab, og i marts 2008 afholdtes et arrangement i den tidligere industribygning "Frysen" i Hundested Havn, hvor private kunne købe aktier i firmaet for 2500 kr stykket. Ud af 3000 udbudte aktier blev 400 solgt på en dag.
Bryggeriets øl bryggedes indtil 21. maj 2009 på mikrobryggeriet Herslev Bryghus, men på denne dato åbnedes et bryghus og brewpub på Hundested Havn.

## Sortiment
- Røde Ran – En red ale, opkaldt efter det nordsjællandske sagn Røde Ran.
- Classens Lise – En pale ale brygget med kamille og lynghonning. Opkaldt efter grundlæggeren af Frederiksværk Johan Frederik Classens hustru Anna Elisabeth Baronesse Iselin. Øllen blev i magasinet Smag & Behag kåret som årets sommerøl 2008, af et panel på 18 smagstestere, heriblandt formanden for Danske Ølentusiaster Anne-Mette Meyer Pedersen[2]. Øllen er brygget af bryggeren Peter Sonne, som også arbejder for Nørrebro Bryghus.
- Store Knud – En øl af pilsner-typen. Opkaldt efter Grønlandsfareren Knud Rasmussen.
- Vådbinder – En porter.
- Poulsen – En ale brygget med porse.
- Fabritius – En pale ale.